# Oligonychus taiwanicus
Oligonychus taiwanicus är en spindeldjursart som beskrevs av Tseng 1990. Oligonychus taiwanicus ingår i släktet Oligonychus och familjen Tetranychidae. Inga underarter finns listade i Catalogue of Life.